# Krump

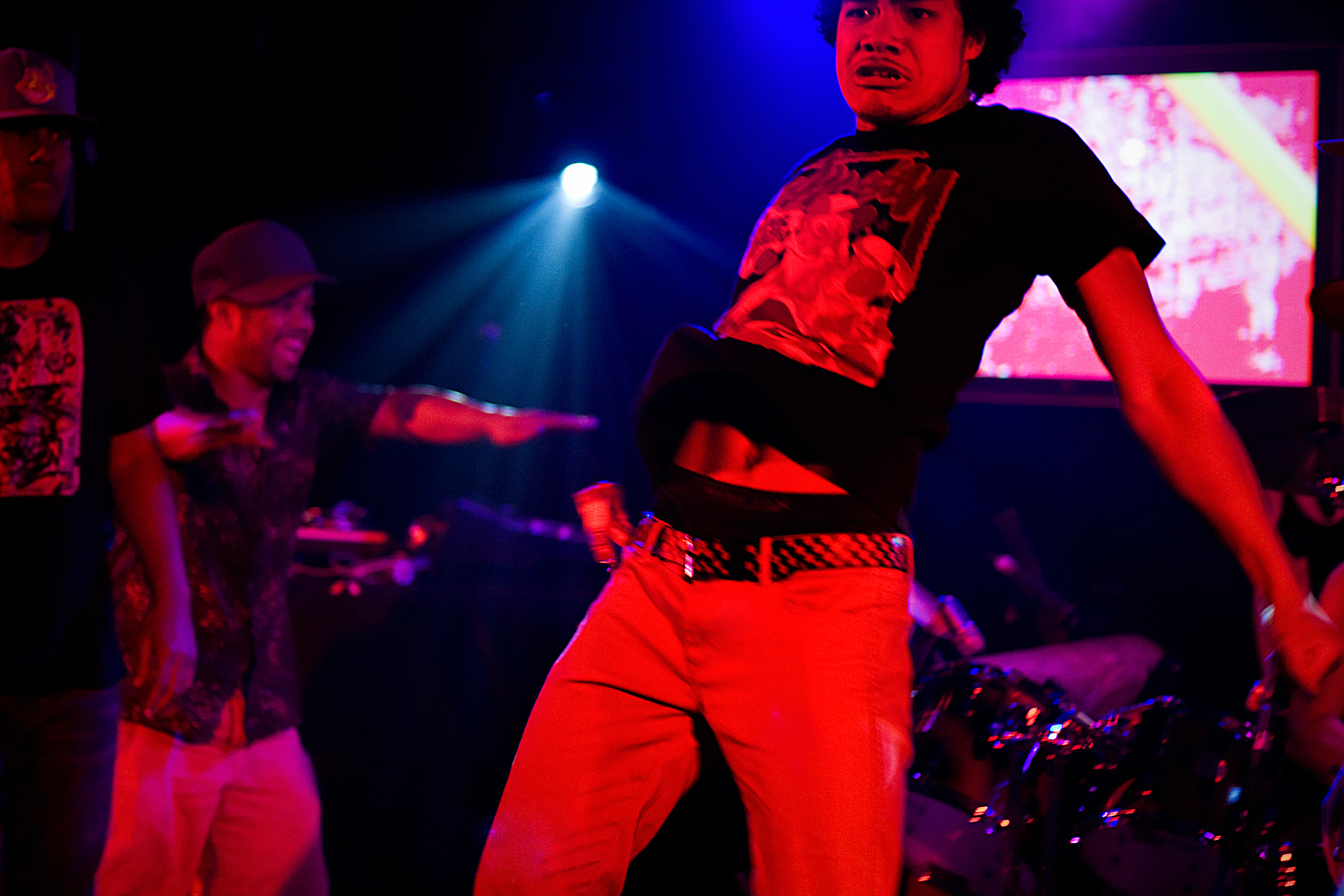
Tanečník Krumpu v Austrálii.

Krump (K.R.U.M.P. = Kingdom Radically Uplifted Mighty Praise, v překladu království radikálně povznesené mocné chvály) je pouliční taneční styl, který pochází z Los Angeles. Vznikl kolem roku 2001. Svému pojetí se podobá původnímu domorodému africkému tanci, který se kombinuje s hip hopovou kulturou a novodobými street dance styly. Tento styl tance se většinou používá v tanečním souboji (battle). Krump sám o sobě se může na první pohled zdát jako agresivní, ba dokonce negativní tanec, avšak díky své energii ze sebe může tanečník uvolnit jakékoliv emoce pozitivní formou tance.

## Charakteristika
Expresivní, přesné, vysoce energické pohyby pažemi, hlavou, nohama a hrudníkem. Je to velmi emotivní tanec. Vyzařuje z něj neskutečné množství energie, výbušnost a agresivita. Patří mezi „nejdrsnější“ tance hiphopové kultury.

## Historie
Krump vznikl na jihu Los Angeles. Zakladateli Krumpu jsou Tight Eyez, Big Mijo. Jako mladí tancovali tito nadějní tanečníci pod vedením populárního pouličního hip hopového tanečníka Tommy the Clowna, kdy vystupovali na rodinných oslavách a různých narozeninových party v South Central Los Angeles. Jejich styl tancování (clowning), připomínající pohyby klaunů tehdy velice zaujal spoustu dalších mladých tanečníků z ulice a získal si v Los Angeles obrovskou popularitu. Později si již v té době zkušení Tight Eyez, Big Mijo a Lil‘ C spolu s dalšími tanečníky osvojili svoji novou taneční techniku a pohyby, které byly ovlivněny tvrdým a životem v ulicích Los Angeles. Těmto pohybům stanovili přesná pravidla a dále rozvíjeli základní a pokročilé techniky. Svůj nový styl, na který byli náležitě hrdí pojmenovali Krump. S Krumpem jde také ruku v ruce víra v Boha a křesťanství. Někteří tanečníci označují tento styl tance jako způsob, jak se dorozumět s Bohem. Vyznavači krumpu ho vnímají jako něco mnohem většího než jen taneční styl. "Není to trend...Není to taneční styl...Je to způsob života..."

## Filmy ve kterých se Krump objevil
Poprvé se na stříbrné plátno krump dostal díky dokumentu Rize. Následovaly taneční filmy jako např. Stomp The Yard.